# Ailein duinn
Ailein duinn (zu deutsch: Dunkelhaariger Alan) ist ein schottisch-gälisches Klagelied, das für Ailean Moireasdan („Alan Morrison“) von seiner Verlobten Annag Chaimbeul („Anna Campbell“) geschrieben wurde. Um das Jahr 1773 soll Ailein von Lewis, dem nördlichen Teil der Doppelinsel Lewis and Harris aus Segel gesetzt haben, um Ann auf Scalpay oder Taransay, beides Inseln nahe der Landenge zwischen den beiden Halbinseln von Lewis and Harris, zu ehelichen. Das Schiff sank jedoch, woraufhin Anna ihren Lebenswillen verlor und wenige Monate später verstarb. Sie soll am Strand von Rodel auf Harris bestattet worden sein, wo Aileins Leiche an den Strand gespült worden sein soll. Bevor sie starb, komponierte Anna dieses Klagelied für ihre verlorene Liebe.

## Text
Es existieren verschiedene Text- und Melodieversionen. Die meist übliche ist die im Film Rob Roy verwendete:

### Schottisch-Gälisch
Gura mise tha fo éislean
Moch sa mhaduinn is mi 'g éirigh
Sèist:
Ò hì shiùbhlainn leat
Hì ri bhò hò ru bhì
Hì ri bhò hò rinn o ho
Ailein Duinn, ò hì shiubhlainn leat
Ma 's e 'n cluasag dhut a' ghaineamh
Ma 's e leabaidh dhut an fheamainn
Ma 's e 'n t-iasg do choinnlean geala
Ma 's e na ròin do luchd-faire
Dh'òlainn deoch ge b' oil le càch e
De dh'fhuil do choim 's tu 'n déidh do bhathadh

### Deutsche Übersetzung
Wie traurig ich bin
Wenn ich früh morgens aufstehe
Chor (nach jeder Strophe):
Ò hì, ich würde mit dir gehen!
Hì ri bhò hò ru bhì
Hì ri bhò hò rinn o ho
Braunhaariger Alan, ò hì, ich würde mit dir gehen!
Wenn der Sand dein Kopfkissen wäre.
Wenn das Seegras dein Bett wäre.
Wenn die Fische deine helle Kerze wären.
Wenn die Robben dein Wächter wären.
Ich würde trinken, obwohl alle dies verabscheuten,
von deinem Herzen Blut, nachdem du ertrunken bist.

## Verwendung in der Popkultur
- Tiëstos Lied A Tear in the Open leitet mit einem Sologesang von Ailein Duinn ein.
- Tomb Raider: Legend: Der Soundtrack beinhaltet den Song mit einem Ave-Maria-Refrain.
- eine Ishka genannte Melodie von Angel Tears.
- Eine weitere Version des Klagelieds findet sich im Track Cura Me von Signum.
- Capercaillie und Méav Ní Mhaolchatha von Celtic Woman haben eine Interpretation von Ailein Duinn aufgenommen.
- Eine Version wurde im Abspann von Rome: Total Realism benutzt.
- Das Lied wird ebenfalls in der Höhlenschlacht von Chaos Legion verwendet.
- In kleinen Elementen wird es gelegentlich in den Computerspielen zu CSI: Den Tätern auf der Spur benutzt.
- Worlds Inside My Heart von Mohicans beinhaltet Teile von Ailein Duinn.
- Die Early Music Band Quadriga Consort hat 2010 Ailein Duinn für die CD Ships Ahoy! neu arrangiert und eingespielt.
- Das Album „Aeon“ der Band Annwn beinhaltet eine einfühlsame Gesangsversion des Liedes mit Harfenbegleitung.